# 小林司 (精神医学者)
小林 司（こばやし つかさ、1929年3月21日 - 2010年9月27日）は、日本の精神科医、作家、翻訳家。
日本シャーロック・ホームズ・クラブ主宰。

## 人物
青森県弘前市出身。
東京大学大学院博士課程修了。医学博士。大宅壮一東京マスコミ塾第7期生。上智大学カウンセリング研究所教授を経てメンタル・ヘルス国際情報センター所長。
洋子夫人は東山あかねという筆名で、「二人で一人」と公言している位である。「シャーロック・ホームズ」関連の共著・訳を中心に数十冊刊行している。
小林は極めて闊達なエスペランティストとしても知られ、日本エスペラント学会の顧問でもあった。エスペラントについてやその入門書、その開発者のザメンホフに関する著作も多く、共著・再刊を入れると100冊を超える著訳著を刊行。ジークムント・フロイト研究も著名。また、漫画家の小林エリカの父でもある。
2010年9月27日、骨髄異形成症候群により東京都杉並区の病院で死去。81歳没。

## 筆名
小林司はエスペラント関係の著作には朝比賀 昇（あさひが のぼる）の筆名を使ったものが多数ある。この筆名は、エスペラントの著名な詩"La Tagiĝo"（ラ・タギージョ、意味は「夜明け」「日が昇ること」）に由来する。また夫人の筆名の「東山あかね」はこの筆名と組になる名前である。

## 著書
- 『美しい英文の書き方』（大学書林） 1967
- 『精神医療と現代』（日本放送出版協会） 1972
- 『頭の栄養学 秀才は食事でつくられる』（光文社、カッパ・ブックス） 1975
- 『世界をひとつの言葉で - ザメンホフ伝』（国土社） 1976
- 『サラリーマンの心の病 仕事と遊びとノイローゼ』（日本労働協会） 1977
- 『出会いについて 精神科医のノートから』（日本放送出版協会、NHKブックス） 1983
- 『心にはたらく薬たち 精神治療薬と精神世界を拡げる薬』（筑摩書房、ちくまぶっくす）　1985
- 『なりたい自分になれる本 奇跡の行動療法』（光文社、カッパブックス） 1986
- 『心の健康学入門 ストレスからの脱出』（国土社） 1987
- 『脳を育てる脳を守る』（日本放送出版協会、NHKブックス） 1987
- 『性格を変えたいと思ったとき読む本 「新しい自分」への17章』（PHP研究所）　1988、のち改題『性格は変えられる ホームズとワトスンに学ぶ心理学講座』（PHP文庫）
- 『知能がきまる三歳までの栄養 秀才赤ちゃんをつくる』（社会保険出版社） 1988
- 『「生きがい」とは何か 自己実現へのみち』（日本放送出版協会、NHKブックス） 1989
- 『悩んだら読む本：メンタル・ヘルス111のQ&A』（PHP研究所） 1989
- 『頭をよくする栄養学』（三笠書房） 1993
- 『カウンセリング事典』（新曜社） 1993
- 『愛とは何か』（日本放送出版協会、NHKブックス） 1997
- 『心の謎を解く150のキーワード 現代人の心の不思議がわかる!』（講談社、ブルーバックス） 2000
- 『昭和ヒト桁パソコン挑戦日記』（宝島社新書） 2000
- 『入門こころの科学 知りたい自分の心・わかりたい他人の心』（あすなろ書房） 2001
- 『ザメンホフ 世界共通語を創ったユダヤ人医師の物語』（原書房） 2005

### 共著編
- 『エスペラント基本単語集』（石橋渡共編、白水社） 1959
- 『新精神薬理学：行動への薬理学的アプローチ』（医学書院） 1968
- 『日本エスペラント文献目録 1946-1972』（峰芳隆共編、エスペラント普及会） 1973
- 『学校精神衛生の展望』（徳田良仁共編、日本精神衛生会） 1975
- 『精神医学図書総覧』（編、岩崎学術出版社） 1975
- 『人間の心と性科学』1 - 2（徳田良仁共編、星和書店） 1977 - 1978
- 『医師・看護婦への道』（東山あかね共著、ポプラ社、君たちの将来は） 1978
- 『エスペラント運動の展望』（萩原洋子共著、世界文化研究会） 1978
- 『患者の心を開く：看護とカウンセリング』（桜井俊子共著、メヂカルフレンド社） 1988
- 『20世紀とは何だったのか マルクス・フロイト・ザメンホフ』（なだいなだ共著、朝日選書） 1992
- 『精神医学・行動科学辞典 英独仏ラー和』（徳田良仁共編、医学書院） 1993
- 『4時間で覚える地球語エスペラント』（萩原洋子共著、白水社） 1995
- 『カウンセリング大事典』（編、新曜社） 2004
- 『看護・介護のための心をかよわせる技術 「出会い」から緩和ケアまで』（桜井俊子共著、新曜社） 2008

### シャーロック・ホームズ関連
- 『ガス燈に浮かぶシャーロック・ホームズ』（東山あかね共著、立風書房） 1978、のち再刊 1987
- 『シャーロック・ホームズ』（東山あかね共編、パシフィカ、名探偵読本） 1978
- 『シャーロック・ホームズ解読百科 推理小説の新しい楽しみ方』（東山あかね共著、河出書房新社） 1980
- 『シャーロック・ホームズ讃歌』（東山あかね共編、立風書房） 1980
- 『真説シャーロック・ホームズ』（東山あかね共著、講談社文庫） 1980
- 『名探偵ホームズの世界』（東山あかね共著、国土社、日本少年文庫） 1983
- 『シャーロック・ホームズの倫敦 写真集』（東山あかね共構成・文、植村正春写真、求龍堂） 1984
- 『シャーロック・ホームズの深層心理』（東山あかね共著、晶文社） 1986
- 『アイラヴシャーロックホームズ 「ホームズ物語」もうひとつの愉しみ方』（東山あかね共編、ティビーエス・ブリタニカ） 1987
- 『解読シャーロック・ホームズ』（東山あかね共編、東京図書） 1987
- 『詳説シャーロック・ホームズ』（東山あかね共編、東京図書） 1987
- 『熟考シャーロック・ホームズ』（東山あかね共著、東京図書） 1987
- 『探究シャーロック・ホームズ』（東山あかね共編、東京図書） 1987
- 『シャーロック・ホームズへの旅』1 - 2（東山あかね共著、東京書籍） 1987 - 1993
- 『シャーロック・ホームズを100倍楽しむ本』（東山あかね共編著、ほるぷ出版） 1992
- 『ホームズのヴィクトリア朝ロンドン案内』（東山あかね共著、新潮社、とんぼの本） 1993
- 『シャーロッキアンは眠れない ホームズ物語に隠された63の謎』（東山あかね共著、飛鳥新社） 1994、のち改題『シャーロック・ホームズの謎を解く』（宝島sugoi文庫）
- 『図説シャーロック・ホームズ』（東山あかね共著、河出書房新社） 1997
- 『シャーロック・ホームズの醜聞』（東山あかね共著、晶文社） 1999
- 『優雅に楽しむ新シャーロック・ホームズ読本』（東山あかね共編、フットワーク出版） 2000
- 『シャーロック・ホームズ大事典』（東山あかね共編、東京堂出版） 2001
- 『シャーロック・ホームズの推理博物館』（東山あかね共著、河出書房新社） 2001

## 翻訳
- 『エスペラントの歴史』（エドモン・プリバー、大島義夫共訳、理論社） 1957
- 『異常心理の発見』（クリフォード・アレン、岩崎書店） 1965、のち角川選書、ちくま学芸文庫
- 『一万年後』（A・ベリー、光文社、カッパ・ブックス） 1975
- 『英国生活物語』（W・J・リーダー、山田博久共訳、晶文社） 1983
- 『人生の"上昇気流"に乗る法』（ロバート・A・シュラー、三笠書房） 1992
- 『マンガ脳科学入門 心はどこにある?』（アングス・ゲラトゥリ, オスカー・サラーティ、講談社、ブルーバックス） 2001
- 『超図説目からウロコの進化心理学入門 人間の心は10万年前に完成していた』（ディラン・エヴァンス、講談社） 2003
- 『超図説目からウロコの精神分析学入門 進化した解釈から最新の精神療法まで』（アイヴァン・ワード、講談社） 2003
- 『超図説目からウロコのユング心理学入門 心のタイプ論、夢分析から宗教、錬金術まで』（マギー・ハイド、講談社） 2003
- 『フロイト最後の日記 1929～1939』（ロンドン・フロイト記念館編、日本教文社） 2004
- 『ザメンホフ通り エスペラントとホロコースト』（ロマン・ドブジンスキ, L.C.ザレスキ=ザメンホフ、青山徹, 中村正美共監訳、原書房） 2005
- 『マンガフロイト入門 精神分析の創始者』（リチャード・アッピグナネッセイ、オスカー・サラーティ絵、講談社、ブルーバックス） 2007

### シャーロック・ホームズ関連
- 『シャーロック・ホームズ：ガス灯に浮かぶその生涯』（W・S・ベアリング・グールド、東山あかね共訳、講談社） 1977、河出文庫 1987
- 『シャーロック・ホームズ17の愉しみ』（J・E・ホルロイド編、東山あかね共訳、講談社） 1980、河出文庫 1988
- 『ホームズ最後の対決』（ホール、東山あかね共訳、講談社文庫） 1980
- 『シャーロック・ホームズを読む 推理小説へのパスポート』（エラリー・クイーンほか、東山あかね共編訳、講談社） 1981
- 『シャーロック・ホームズの死と復活 ヨーロッパ文学のなかのコナン・ドイル』（サミュエル・ローゼンバーグ、柳沢礼子共訳、河出書房新社） 1982
- 『シャーロック・ホームズの生れた家』（ロナルド・ピアソール、島弘之共訳、新潮選書） 1983、河出文庫 1990
- 『シャーロック・ホームズの私生活』（ヴィンセント・スタリット、東山あかね共訳、文藝春秋） 1987、河出文庫 1992
- 『シャーロック・ホームズ 世紀末とその生涯』（H・R・F・キーティング、共監訳、東京図書） 1988
- 「ホームズは名探偵」シリーズ（コナン・ドイル、東山あかね共訳、金の星社）、のちフォア文庫　
『消えたグロリア・スコット号』 1989
『ローリストン・ガーデン殺人事件』 1989
『怪事件まだらのひも』 1990
『花よめ失そう事件』 1990
『ボヘミア王の秘密』 1990
『青い宝石盗難事件』 1991
『アヘン窟に消えた男』 1991　
『なぞの赤毛連盟』 1991　
『恐怖の谷』 1992
『ギリシャ語通訳の悲劇』 1993
『インドの秘宝怪事件』 1995
『バスカヴィル家の魔犬』 1997
- 「シャーロック・ホームズ全集」河出書房新社、新版・河出文庫 2014
オーウェン・ダドリー・エドワーズ注・解説、東山あかね・高田寛共訳
『緋色の習作』 1997
『シャーロックホームズの冒険』 1998
『四つのサイン』 1998
『シャーロック・ホームズの思い出』 1999
『シャーロック・ホームズの帰還』 1999
『シャーロック・ホームズ最後の挨拶』 2000
『恐怖の谷』 2001
『シャーロック・ホームズの事件簿』 2002
『バスカヴィル家の犬』 2002
- 『シャーロック・ホームズ 事件と心理の謎』（ジョン・ラドフォード、東山あかね・熊谷彰共訳、講談社） 2001
- 『シャーロック・ホームズの失われた冒険』（ジャムヤン・ノルブ、東山あかね・熊谷彰共訳、河出書房新社） 2004